# جيمس كينيدي ماغواير
جيمس كينيدي ماغواير (بالإنجليزية: James Kennedy McGuire)‏ هو سياسي أمريكي، ولد في 1868 بنيويورك في الولايات المتحدة، وتوفي في 30 يونيو 1923 بواشنطن العاصمة في الولايات المتحدة. حزبياً، نشط في الحزب الديمقراطي.